# 笹原晶博
笹原 晶博（ささはら まさひろ、1957年2月21日 - ）は日本の銀行家。北海道銀行代表取締役会長、北海道経済連合会副会長。

## 人物・経歴
北海道帯広市生まれ。北海道札幌北高等学校、北海道大学教育学部卒業後、1979年北海道銀行入行。入行同期に堰八義博第6代頭取や、山川広行札幌ドーム社長がいる。
営業企画室室長、月寒支店長などを経て、2003年取締役執行役員。2006年取締役常務執行役員。2010年代表取締役副頭取兼ほくほくフィナンシャルグループ取締役。2015年から代表取締役頭取兼ほくほくフィナンシャル代表取締役副社長を務め、2018年には北海道銀行と常陽銀行の間で、北海道産品や茨城県産品のロシア、東南アジア輸出拡大支援などでの連携協定を締結した。2019年北海道経済連合会副会長。2021年道銀代表取締役会長、ほくほくFG副社長は退任。